# جاده ای۱۷ (انگلستان)
جاده ای۱۷ (به انگلیسی: A17 road) یکی از جاده‌های کشور انگلستان است.
این جاده از نیواک-آن-ترنت در شهرستان ناتینگهام‌شر شروع و در شهر کینگز لین در شهرستان نورفک به پایان می‌رسد، طول این جاده ۹۵٫۸ کیلومتر است.